# Aglaophenia praecisa
Aglaophenia praecisa är en nässeldjursart som beskrevs av John Fraser 1938. Aglaophenia praecisa ingår i släktet Aglaophenia och familjen Aglaopheniidae. Inga underarter finns listade i Catalogue of Life.